# Bernard Povel
Bernard Povel (28 de agosto de 1897 – 21 de outubro de 1952) foi um político alemão da União Democrata-Cristã (CDU) e ex-membro do Bundestag alemão.

## Vida
Na eleição para o primeiro Bundestag em 1949, Povel ganhou o mandato do eleitorado de Emsland.

## Literatura
Herbst, Ludolf; Jahn, Bruno (2002).  Vierhaus, ed. Biographisches Handbuch der Mitglieder des Deutschen Bundestages. 1949–2002 (em alemão). München: De Gruyter - De Gruyter Saur. 1715 páginas. ISBN 978-3-11-184511-1